# III. Frigyes szász választófejedelem
III. Frigyes szász választófejedelem (Torgau, 1463. január 17. – Lochau, 1525. május 5. ), akit Bölcs Frigyesnek is hívtak, Ernő szász választófejedelem és Erzsébet bajor hercegnő legidősebb fia.
1486-ban, 23 évesen, elhunyt édesapját követte a Szász Választófejedelemség trónján, de a nagy terület kezelését öccse, János segítségével látta el.
1493-ban Frigyes több német nemes társaságában elzarándokolt a Szentföldre. Ez idő alatt Jeruzsálemben a Szent Sír Lovagrend lovagja lett. Lucas Cranachot udvari festőként alkalmazta.
1502-ben megalapította a Wittenbergi Egyetemet, ahol többek között Luther Márton is tanított. Luthernek a pénzsóvár pápaságról alkotott elképzeléseit, a birodalmi hatalom féktelen hatalomvágyán túl, Frigyes ezt olyan jól fogadta, hogy Luther Mártonhoz fordult támogatásért és segítségért. Ennek érdekében inkább politikai megfontolásokból mozdították el, semmint Luther teológiai elképzeléseivel összhangban, amelyeket Frigyes kevésbé tudott támogatni.
Ezek a szándékok hozzájárultak ahhoz, hogy nem volt hajlandó elismerni Luther eretnekként való elítélését, és Luther pártfogójaként lépett fel, amikor 1521-ben a Birodalmi Gyűlés elé idézték.
Bár támogatta a reformációt, élete hátralévő részében bigott katolikus maradt. Halálakor azonban mindkét szín alatt (kenyér és bor) felvette az úrvacsorát, ami a protestantizmus megvallása volt. Politikájának köszönhetően birodalmában a reformáció is gyökeret verhetett.
Bölcs Frigyes nem nősült meg, és 1525-ben bekövetkezett halála után öccse, János követte őt a trónon.

## Fordítás
- Ez a szócikk részben vagy egészben  a   Frederik III van Sakse című afrikaans Wikipédia-szócikk ezen változatának fordításán alapul.  Az eredeti cikk szerkesztőit annak laptörténete sorolja fel. Ez a jelzés csupán a megfogalmazás eredetét és a szerzői jogokat jelzi, nem szolgál a cikkben szereplő információk forrásmegjelöléseként.